# Kletkamp
Kletkamp là một đô thị thuộc huyện Plön, trong bang Schleswig-Holstein, nước Đức. Đô thị Kletkamp có diện tích km², dân số thời điểm 31 tháng 12 năm 2006 là người.